# Cuitláhuac
Pour les articles homonymes, voir Cuitláhuac (métro de Mexico).
Cuitláhuac (litt. « Excrément desséché »), également nommé Cuitlahua, Cuitlahuía ou Cuitlaoa, avec ou sans le suffixe honorifique « tzin », fut le dixième « huey tlatoani » (empereur aztèque) de la ville de Mexico-Tenochtitlan. Il dirigea les Mexicas en 1520, pendant seulement quelques semaines, au début des principaux conflits armés entre les Mexicas et les conquistadors d'Hernán Cortés.

## Biographie
Arrière-petit-fils de Huitzilihuitl, petit-fils de Moctezuma Ilhuicamina, fils d'Axayácatl et frère de Moctezuma Xocoyotzin, il faisait partie de la dynastie des « huey tlatoani » mexicas.
En 1519, à l'arrivée des troupes d'Hernán Cortés en territoire aztèque, Cuitláhuac gouvernait Iztapalapa,.
Quatre jours après l'arrivée des conquistadors à Mexico-Tenochtitlan, sur ordre d'Hernán Cortés, Cuitláhuac fut emprisonné avec plusieurs dirigeants aztèques, dont son frère, le « tlatoani » Moctezuma II.
Lorsqu'Hernán Cortés dut quitter Mexico-Tenochtitlan pour affronter les troupes de Pánfilo de Narváez à Veracruz, il désigna Pedro de Alvarado à la tête de la centaine d'hommes restants en garnison dans la capitale aztèque ; alors, quand ces troupes massacrèrent de nombreux dirigeants aztèques lors de la fête de Toxcatl, les Mexicas se rebellèrent contre les Espagnols, qui durent se retrancher dans le palais d'Axayacatl. Assiégés, ils se retrouvèrent presque à court de vivres au retour d'Hernán Cortés, que les Aztèques laissèrent entrer à Mexico-Tenochtitlan en lui dissimulant leur rébellion ; Cortés ordonna à Moctezuma de calmer son peuple et de rétablir le marché, et ce dernier demanda que Cuitláhuac soit libéré pour s'en charger.
Une fois libéré, Cuitláhuac réussit à échapper à la surveillance des Espagnols et organisa la révolte des Mexicas, qui le reconnurent comme chef militaire.
Acculé, Cortés exigea alors que Moctezuma essaye lui-même d'apaiser son peuple, mais la foule ne cessa d'attaquer les Espagnols et le tlatoani reçut une blessure mortelle lors de son discours,.
Les Espagnols n'eurent alors plus d'autre choix que fuir la ville de nuit pour espérer survivre ; mais les Mexicas, sous la direction de Cuitláhuac, s'étaient organisés et réussirent à massacrer une grande partie des troupes de Cortés pendant leur fuite lors de la Noche Triste, dans la nuit du 30 juin au 1er juillet 1520.
Cuitláhuac ordonna alors que les conquistadors survivants soient pourchassés jusqu'à ce que la victoire décisive de ces derniers sur les troupes aztèques, à la bataille d'Otumba, le 7 juillet, leur permette de se réfugier à Tlaxcala.
Cuitláhuac a ensuite été officiellement intronisé « huey tlatoani » des Mexicas le 7 septembre 1520.
Avant la fin de l'année 1520 (selon les sources, après 40, 47, 60 ou 80 jours de règne, ou encore le 3 décembre), pendant le siège de Tenochtitlan, Cuitláhuac est mort de la variole, qui venait d'être introduite en Amérique par les Européens ; c'est son neveu Cuauhtémoc qui lui a succédé alors en tant que « huey tlatoani ». Sa fille, Maria Bartola, est la première historienne de Mexico.

## Nom
Le sens et l'origine du nom Cuitláhuac sont controversés.
La traduction traditionnelle, « excrément sec », est basée étymologiquement sur les mots nahuatl « cuítlatl » (« excrément ») et « huacqui » (« chose sèche, maigre ou noircie »). Elle est également étayée par l'usage du glyphe représentant un excrément pour désigner le nom de Cuitláhuac.
Cette interprétation a cependant été remise en cause par des chercheurs en linguistique nahua.
Rafael Tena a proposé la traduction « possesseur d'excréments », basée sur l'étymologie « cuitlatl »(excrément) et le suffixe possessif « hua ». Dans ce sens, il aurait désigné le métier de commerçant d'excréments ; en effet, les Mexicas achetaient les excréments pour les utiliser comme engrais.
L'anthroponyme Cuitláhuac pourrait également être un dérivé du verbe archaïque « cuitlahua » ou « cuitlahuia », signifiant « fertiliser la terre », « prendre soin » ou « être responsable » de quelque chose ou de quelqu'un.
Le dictionnaire Porrúa propose la traduction « algue aquatique séchée ».
Dans Cortès et son double : Enquête sur une mystification, l'anthropologue franco-mexicain Christian Duverger affirme que son nom peut être traduit par : « le merdeux ».

## Hommages
Une municipalité de l'État de Veracruz et une station du métro de Mexico portent son nom.